# József Karai
Dans le nom hongrois Karai József, le nom de famille précède le prénom, mais cet article utilise l’ordre habituel en français József Karai, où le prénom précède le nom.
József Karai est un compositeur hongrois, né à Budapest le 8 novembre 1927, mort le  7 septembre 2013. Il a surtout composé de la musique chorale dans différentes langues (latin, anglais, allemand, italien et espagnol).